# راينر تروبا
راينر تروبا (بالألمانية: Rainer Troppa)‏ (2 أغسطس 1958 بألمانيا الشرقية - 9 سبتمبر 2023) هو لاعب كرة قدم ألماني (وحمل سابقاً جنسية ألمانيا الشرقية) في مركز الدفاع. شارك مع منتخب ألمانيا الشرقية لكرة القدم. أما مع النوادي، فقد لعب مع إنيرجي كوتبوس ودينامو برلين.

## وصلات خارجية
- راينر تروبا على موقع قاعدة بيانات كرة القدم.إي يو (الإنجليزية)
- راينر تروبا على موقع بيانات كرة القدم. دي إي (الألمانية)
- راينر تروبا على موقع ناشيونال فوتبول تيمز (الإنجليزية)
- راينر تروبا على موقع عالم كرة القدم.نت (الإنجليزية)